# دوري كرة القدم الإنجليزي 1907–08
دوري كرة القدم الإنجليزي 1907–08 هو موسم من دوري كرة القدم الإنجليزي. أقيم خلال الفترة 2 سبتمبر 1907 وحتى 29 أبريل 1908، وفاز فيه مانشستر يونايتد.